# 231
Năm 231 là một năm trong lịch Julius. 

## Mất
- Tào Chân, tướng nhà Ngụy